# 薛恭
薛恭（1430年—？），字士容，順天府薊州人，明朝政治人物。同進士出身。

## 生平
順天府鄉試第八十二名。成化二年（1466年）丙戌科會試第六十六名，殿試登進士第三甲第四十八名。官至知府。

## 家族
曾祖父薛先。祖父薛友諒。父亲薛貴。